# Język dinka
Język dinka – język z rodziny nilo-saharyjskiej z zachodniego odłamu nilotyckiej gałęzi języków wschodniosudańskich, używany przez ok. 2,8 mln osób. Dzieli się na kilka zespołów dialektalnych: padaang (północny), rek (zachodni), agaar (południowy), bor (wschodni). Jest blisko spokrewniony z językiem nuer.
Jest zapisywany alfabetem łacińskim.